# Férfi 4 × 100 méteres vegyes váltó az 1958-as úszó-Európa-bajnokságon
Az 1958-as úszó-Európa-bajnokságon a Férfi 4 × 100 méteres vegyes váltó selejtezőit szeptember 4-én, a döntőt szeptember 6-án rendezték. A versenyszámban 11 csapat indult el.
A győztes a Szovjetunió lett Európa-csúccsal. A magyar váltó a második helyen végzett.

## Rekordok
|              | Név                                                       | Nemzet       | Idő    | Helyszín | Dátum               |
| ------------ | --------------------------------------------------------- | ------------ | ------ | -------- | ------------------- |
| Világcsúcs   | John Moncton Terry Gathercole Brian Wilkinson John Devitt | Ausztrália   | 4:10,4 | Oszaka   | 1958. augusztus 22. |
| Európa-csúcs | Magyar László Utassy Ferenc Tumpek György Nyéki Imre      | Magyarország | 4:18,1 | Budapest | 1954. augusztus 5.  |

A versenyen új rekord született:
| Európa-csúcs         | döntő     | Szovjetunió · Leonyid Barbier · Vlagyimir Minaskin · Vitalij Zsenyenkov · Viktor Polevoj   | 4:16,5 | Budapest, Magyarország | szeptember 6. |
| Európa-bajnoki csúcs | selejtező | Szovjetunió · Georgij Kuvalgyin · Vlagyimir Minaskin · Leonyid Szagajgyuk · Viktor Polevoj | 4:22,6 | Budapest, Magyarország | szeptember 4. |
| Európa-bajnoki csúcs | selejtező | Olaszország · Gilberto Elsa · Roberto Lazzari · Federico Dennerlein · Paolo Pucci          | 4:20,6 | Budapest, Magyarország | szeptember 4. |

## Eredmények
A rövidítések jelentése a következő:
| - Q: továbbjutás időeredmény alapján - ECR: Európa-bajnoki rekord | - WR: világ rekord - ER: Európa-rekord |

### Selejtezők
| Helyezés | Futam | Név | Nemzet             | Idő    | Megj.  |
| -------- | ----- | --- | ------------------ | ------ | ------ |
| 1.       | 2     | Gilberto Elsa (1:06,7) Roberto Lazzari (1:13,1) Federico Dennerlein (1:04,6) Paolo Pucci (56,2)          | Olaszország        | 4:20,6 | Q, ECR |
| 2.       | 2     | Magyar László (1:06,0) Kunsági György (1:15,0) Tumpek György (1:03,7) Dobai Gyula (57,0)                 | Magyarország       | 4:21,7 | Q      |
| 3.       | 1     | Georgij Kuvalgyin (1:06,7) Vlagyimir Minaskin (1:13,8) Leonyid Szagajgyuk (1:05,1) Viktor Polevoj (57,0) | Szovjetunió        | 4:22,6 | Q, ECR |
| 4.       | 2     | Dieter Pfeifer (1:06,5) Konrad Enke (1:13,6) Wolfgang Sieber (1:05,9) Horst-Günter Gregor (58,5)         | NDK                | 4:24,5 | Q      |
| 5.       | 1     | Ladislav Bačík (1:07,8) Vítězslav Svozil (1:12,9) Pavel Pazdírek (1:04,1) Petr Kováč (59,8)              | Csehszlovákia      | 4:24,6 | Q      |
| 6.       | 1     | Ekkerhard Miersch (1:09,2) Hans Tröger (1:15,0) Horst Weber (1:04,3) Paul Voell (57,7)                   | NSZK               | 4:26,2 | Q      |
| 7.       | 2     | Haydn Rigby (1:09,1) Christopher Walkden (1:15,7) Ian Black (1:04,9) Neil McKechnie (59,8)               | Egyesült Királyság | 4:29,5 | Q      |
| 8.       | 2     | Robert Cristophe (1:04,0) Maurice Lusien (1:19,8) René Pirolley (1:07,8) Marc Kamoeun (59,8)             | Franciaország      | 4:31,4 | Q      |
| 9.       | 2     | Friedl Duda Gerald Brauner Otto Mayer (1:09,7) Gert Kölli (1:00,4)                                       | Ausztria           | 4:36,9 |        |
| 10.      | 2     | R. Müller (1:18,2) Ernest Schweitzer (1:25,1) R. Baldauf (1:12,1) René Wagner (1:04,2)                   | Luxemburg          | 4:59,6 |        |
|          | 1     | | Lengyelország      |        | DQ     |

### Döntő
| Helyezés | Pálya | Név | Nemzet             | Idő    | Megj. |
| -------- | ----- | --- | ------------------ | ------ | ----- |
|          | 3     | Leonyid Barbier (1:04,2) Vlagyimir Minaskin (1:11,6) Vitalij Zsenyenkov (1:02,7) Viktor Polevoj (58,0) | Szovjetunió        | 4:16,5 | ER    |
|          | 5     | Magyar László (1:06,5) Kunsági György (1:14,5) Tumpek György (1:03,2) Dobai Gyula (56,2)               | Magyarország       | 4:20,4 |       |
|          | 4     | Gilberto Elsa (1:07,8) Roberto Lazzari (1:13,5) Federico Dennerlein (1:04,6) Paolo Pucci (56,0)        | Olaszország        | 4:21,9 |       |
| 4.       | 6     | Wolfgang Wagner (1:06,2) Konrad Enke (1:14,8) Wolfgang Sieber (1:04,7) Horst-Günter Gregor (57,6)      | NDK                | 4:23,3 |       |
| 5.       | 2     | Ladislav Bačík (1:07,9) Vítězslav Svozil (1:13,1) Pavel Pazdírek (1:03,0) Petr Kováč (1:00,1)          | Csehszlovákia      | 4:24,1 |       |
| 6.       | 7     | Ekkerhard Miersch (1:09,9) Hans Tröger (1:15,1) Horst Weber (1:03,8) Paul Voell (56,3)                 | NSZK               | 4:25,1 |       |
| 7.       | 1     | Graham Sykes (1:07,2) Christopher Walkden (1:14,6) Graham Symonds (1:05,0) Neil McKechnie (59,9)       | Egyesült Királyság | 4:26,7 |       |
| 8.       | 8     | Robert Cristophe (1:03,2) Maurice Lusien (1:18,8) René Pirolley (1:06,0) Marc Kamoeun (58,8)           | Franciaország      | 4:26,8 |       |